# Asger Jorn
Asger Oluf Jorn (3 de março de 1914 - 1 de maio de 1973) foi um pintor, escultor, ceramista e autor dinamarquês. Ele foi o fundador do movimento COBRA. A maior colecção das suas obras pode ser vista no Museu Jorn, em Silkeborg, na Dinamarca.
Segundo mais velho de seis filhos. Ambos os pais eram professores. Seu pai, Lars Peter Jørgensen era um cristão fundamentalista, morto em um acidente de carro quando Asger tinha apenas 12 anos. Sua mãe Maren era uma liberal e uma cristã comprometida. Essa influência religiosa no cristianismo tão precoce teve uma influência negativa em Asger, que começou a se rebelar dentro de casa e, de forma geral, contra outras formas de autoridade. Em 1929, com 15 anos, foi diagnosticado com tuberculose. Embora tenha se recuperado da doença após três meses na costa oeste de Jutlândia. As 16 anos foi influenciado por N. F. S. Grundtvig e, mesmo que já tendo começado a pintar, inscreveu-se no seminário de Vinthers, uma faculdade de formação de professores em Silkeborg, onde ingressou no curso de pensamento escandinavo do século XIX. Nesta mesma época, tornou-se o tema de uma série de pinturas a óleo do pintor Martin Kaalund-Jøgensen, incentivando Asger a adentrar este meio. 